# Rudolf Stracke
Rudolf Stracke (* 24. September 1908 in Reichenau; † 1. April 1977) war ein deutscher Beamter sowie Politiker der GB/BHE und GDP, später der FDP und Abgeordneter des Bayerischen Landtags.

## Leben
Rudolf Stracke absolvierte eine kunstgewerbliche Ausbildung, da er eine Anstellung in der Kulturabteilung der Verwaltung anstrebte. Ab 1939 war er im Landesfürsorgeverband des Reichsgaues Sudetenland tätig. Nach seiner Vertreibung aus der Tschechoslowakei wurde er in Kaufbeuren ansässig und fand zunächst eine Beschäftigung in der Schmuckindustrie der Vertriebenengemeinde Neugablonz, bevor er seit 1951 eine Schmuckwarenherstellung betrieb. Anschließend war er als Stadtoberinspektor beim Ausgleichsamt Kaufbeuren angestellt. 

## Politische Funktionen
Ab 1952 war Stracke Mitglied des Stadtrats von Kaufbeuren. Bei der Landtagswahl in Bayern 1958 kandidierte er für die GB/BHE und konnte 1960 für den verstorbenen Abgeordneten Rudolf Gertler in den Landtag nachrücken. 1962 trat er aus der Gesamtdeutschen Partei (GDP) aus, die aus der Fusion der GB/BHE mit der DP entstanden war, und übte seine parlamentarische Tätigkeit vorübergehend fraktionslos aus. Im Mai 1962 trat er zur Fraktion der FDP über und blieb bis zur Landtagswahl im November 1962 Abgeordneter.

## Privates
Rudolf Stracke war seit 1963 verheiratet mit der späteren Stadträtin von Kaufbeuren und FDP-Ehrenvorsitzenden Ange Stracke, geb. Kaiser (1925–2019).